# Митчелл, Юэн
Юэн Митчелл (англ. Ewan Mitchell, род. 8 марта 1997, Дерби, Англия) — британский актёр. Он известен своими ролями в исторической драме ITV «Безмятежник» (2017), средневековом сериале «Последнее королевство» (2017—2022), военной драме BBC «Мир в огне» (2019 — н.в.) и фэнтезийном сериале HBO «Дом дракона» (2022 — н.в.). Он также появился в криминальном триллере ITV «Триггерная точка» (2022) и фильме Клэр Дени «Высшее общество» (2018).

## Биография
Митчелл родился и вырос в Дерби. Он учился в Central Junior Television Workshop в Ноттингеме.
Митчелл начал свою актёрскую карьеру в 2015 году после окончания средней школы, снявшись в короткометражных фильмах «Стереотип» и «Огонь». Позже он снялся в фильмах «Просто Чарли» (2017) Ребеки Форчун и «Высшее общество» (2018) Клэр Дени. В 2022 году он снялся в оригинальном фильме Amazon Prime Video «Солтберн» Эмеральды Феннелл.
На телевидении Митчелл дебютировал в исторической драме ITV 2017 года «Безмятежник» в роли Билли Тейлора. Приобрёл популярность после участия в исторической драме BBC Two и Netflix «Последнее королевство» в роли Осферта, которого он играл со второго по пятый сезон. В 2019 году он снялся в роли Тома Беннета в драматическом сериале BBC One о Второй мировой войне «Мир в огне».
В 2022 году Митчелл появился в криминальном триллере ITV «Триггерная точка» в роли Билли Вашингтона. Позже, в том же году, Митчелл начал играть принца Эймонда Таргариена в фэнтезийном сериале HBO «Дом Дракона», приквеле «Игры престолов» и адаптации вымышленной исторической книги Джорджа Р. Р. Мартина «Пламя и кровь». Его игра в сериале получила признание критиков.

## Творчество
Фильмография
| Год  | Заголовок       | Роль          |
| ---- | --------------- | ------------- |
| 2015 | Стереотип       | Скотт Бэмфорд |
| 2015 | Огонь           | Джек          |
| 2017 | Просто Чарли    | Джейсон       |
| 2018 | Высшее общество | Эттор         |
| 2019 | Сталкер         | Браконьер     |
| 2023 | Солтберн        | Майкл Гэви    |

Телевидение
| Год                    | Заголовок             | Роль             | Примечания                          |
| ---------------------- | --------------------- | ---------------- | ----------------------------------- |
| 2017                   | Безмятежный           | Билли Тейлор     | Главная роль                        |
| 2017                   | Гранчестер            | Авраам           | 1 серия                             |
| 2017                   | Врачи                 | Геньен           | 1 серия («Бесплатный обед»)         |
| 2017 — 2022 гг.        | Последнее королевство | Осферт           | Главная роль (2-5 сезоны); 28 серий |
| 2019 — настоящее время | Мир в огне            | Том Беннетт      | Главная роль; 6 серий               |
| 2022 — настоящее время | Триггерная точка      | Билли Вашингтон  | 3 серии                             |
| 2022 — настоящее время | Дом Дракона           | Эймонд Таргариен | Главная роль; 11 серий              |